# Юлия

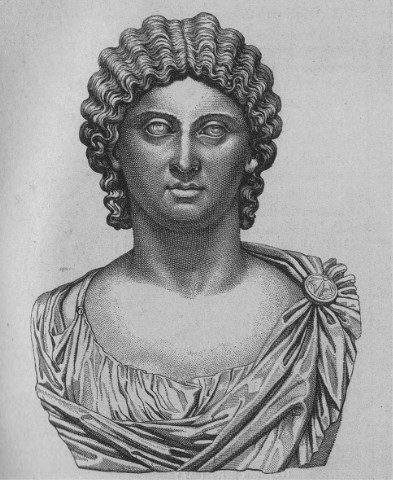
Юлия Домна (около 170—217) — жена римского императора Септимия Севера

Ю́лия (старое — Иулия) — восточноевропейское женское имя, взято из греческого языка («волнистая», «пушистая») или из латинского языка (лат. Iulia — «июльская» или «из рода Юлиев»).
От римского родового имени Julius/Iulius, происходит от имени Юла (Аскания) — сына Энея, основателя Альба-Лонги. Имя Юл, возможно, происходит от греческого ϊουλος (юлос) — «пушистый, кудрявый».
В православных и католических святцах есть несколько святых по имени Юлий или Юлия. Особо почитается мученица Юлия Корсиканская (Юлия Карфагенская), которая также считается покровительницей Корсики и итальянского города Ливорно.
В скандинавских странах имена Юлия и Юлиус (Юлий) часто дают детям, родившимся в декабре (по созвучию со словом jul — «Рождество», вернее, «Йоль»).
Православные святцы: м. Иулий (именины), ж. Иулия (именины).

## Уменьшительные имена
В русском языке употребительны уменьшительно-ласкательные производные от Юлии — Юля, Юла, Юлюся.

## Именины
- Православные (даты даны по григорианскому календарю)[2]: 31 мая, 29 июля
- Католические: 15 февраля, 8 апреля, 16 апреля, 17 мая, 23 мая, 15 июля, 21 июля, 27 июля, 1 октября, 7 октября, 10 декабря, 15 декабря[3].

## Персоналии, известные по имени
- Юлия Цезарис — родовое женское имя патрицианок из рода Юлиев:
  - Юлия Цезарис (дочь Цезаря)
  - Юлия Цезарис (жена Гая Мария)
  - Юлия Цезарис Младшая
  - Юлия Цезарис Старшая
- Ливия Юлия
- Юлия Агриппина
- Юлия Антония
- Юлия Домна
- Юлия Друзилла
- Юлия Мамея
- Юлия Меса
- Юлия Младшая
- Юлия Сабина
- Юлия Соэмия
- Юлия Старшая

## Иноязычные аналоги
- бел. Юлія
- болг. Юлия
- чув. Юлия
- нем. Julia — Юлиа
- англ. Julia — Джулия
- фр. Juliette — Джульетта (произносится Жюльет) или Julie (Жюли)
- фр. Julie — Жюли
- итал. Giulia — Джулия
- исп. Julia — Хулиа (Хулия)
- серб. Јулија — Юлия
- укр. Юлія
- рум. Iulia — Юлия

## В географии, истории и астрономии
- Алба-Юлия
- Бланда Юлия (см. be-x-old:Бланда Юлія)
- Пакс Юлия — город в римской провинции Лузитания
- Юлия (остров) (см. Фердинандея)
- Юлия (астероид)

## В литературе и искусстве
- Будь счастлива, Юлия! (фильм)
- Джульетта и духи (фильм)
- Ромео и Джульетта (значения)
- Фрёкен Юлия (фильм)
- Юленька (фильм)
- «Евгений и Юлия», повесть Н. М. Карамзина
- «Юлия», повесть Н. М. Карамзина
- «Юлия, или новая Элоиза», эпистолярный роман Жан-Жака Руссо
- «Юлия, или Встречи под Новодевичьим», Александр Чаянов
- «Юлія, або запрошення до самовбивства», Павло Загребельний
- «Тётушка Хулия и писака», роман Марио Варгаса Льосы